# Bahnhof Farringdon

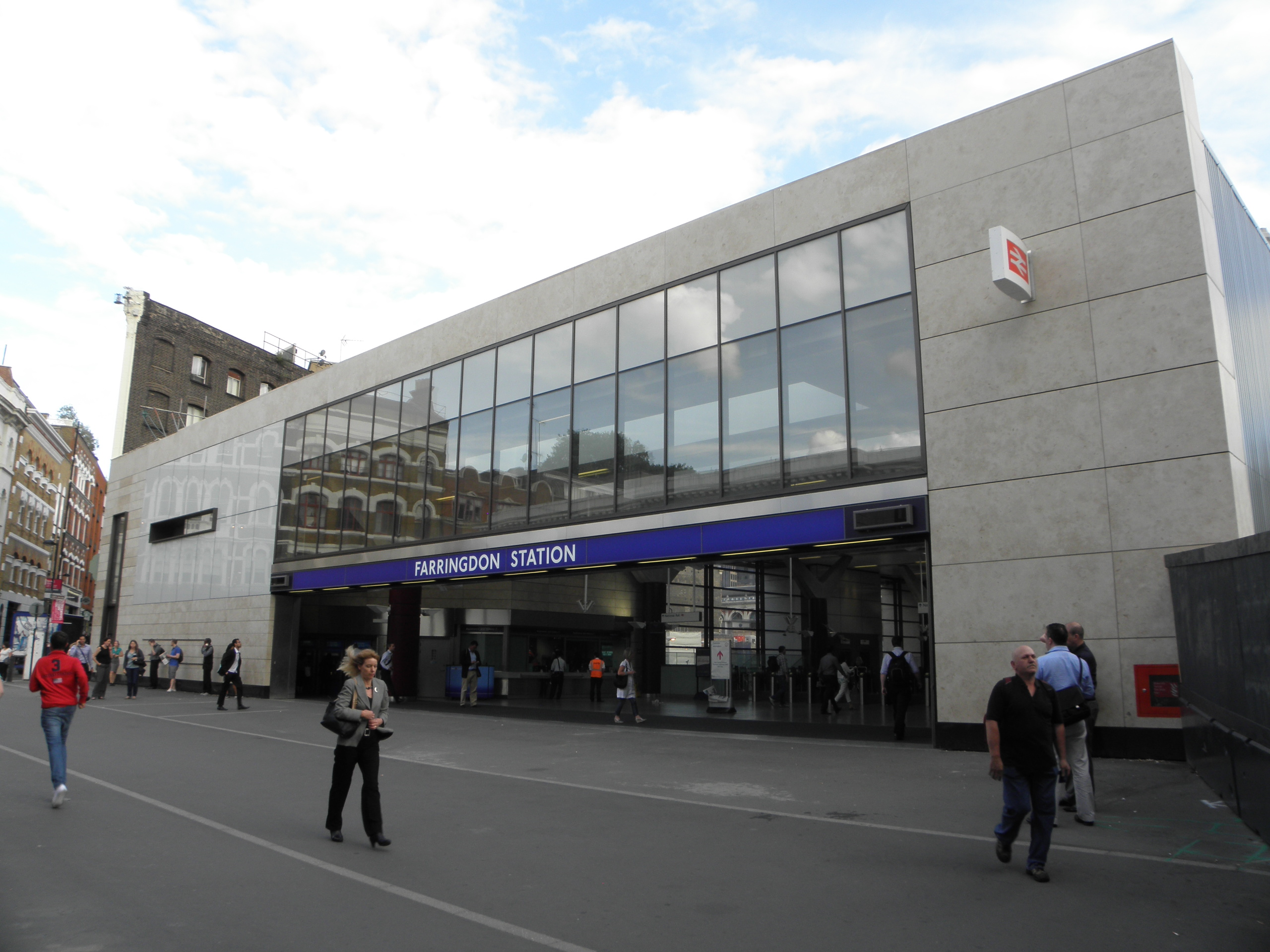
Neues Stationsgebäude, erbaut im Jahr 2011

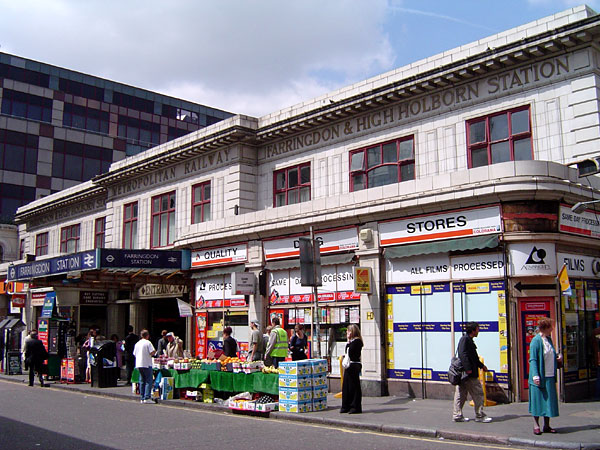
Stationsgebäude von 1922 (weiterhin bestehend)

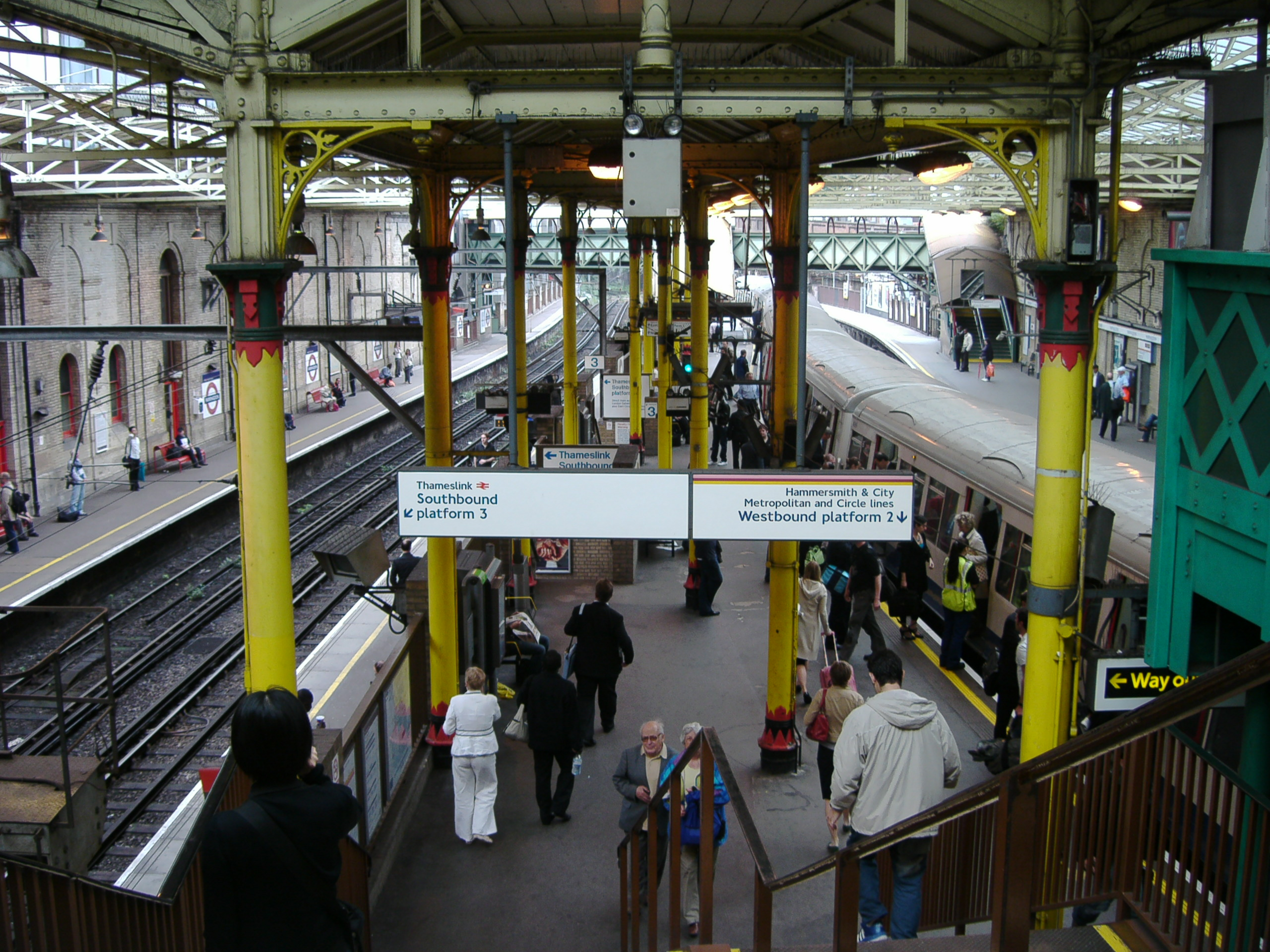
Mittelbahnsteig, links die mit zwei Bahnstromsystemen ausgestatteten Thameslink-Gleise, rechts die U-Bahn-Gleise

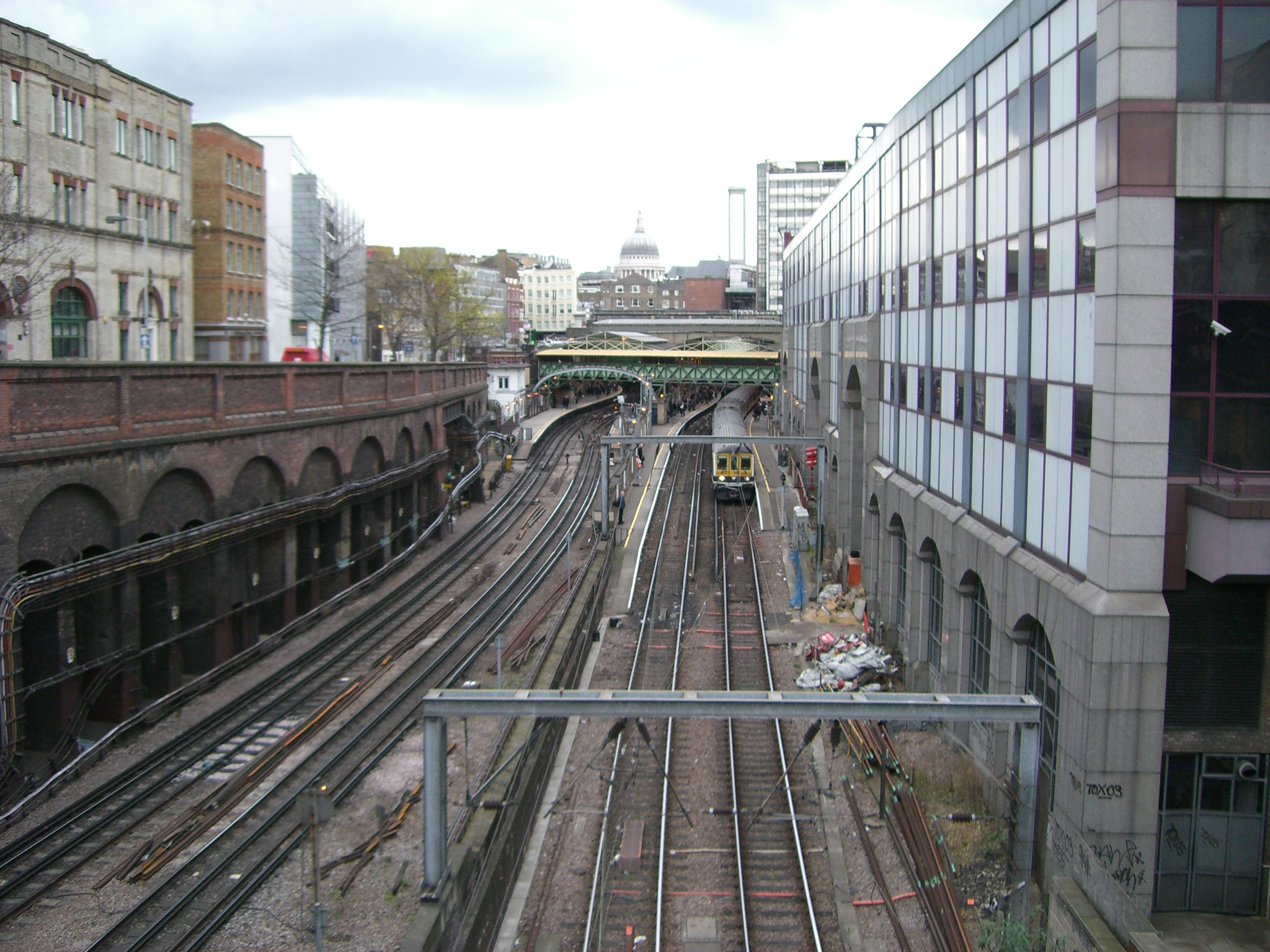
Ansicht von Norden her, die Systemtrennstelle bzw. der Anfang der Stromschienen ist zu erkennen

Der Bahnhof Farringdon ist ein Bahnhof im Stadtbezirk Islington. Er liegt in einem Einschnitt an der Farringdon Road, unmittelbar an der Grenze zur City of London. Hier halten die Circle Line, die Hammersmith & City Line und die Metropolitan Line der London Underground. Darüber hinaus verkehren von Govia Thameslink Railway betriebene Thameslink-Züge nach Bedford, Luton, Brighton und Sutton sowie alle Züge der Elizabeth Line. Im Jahr 2016 nutzten 15,8 Millionen U-Bahn-Fahrgäste den in der Tarifzone 1 gelegenen Bahnhof, hinzu kommen 12,045 Millionen Fahrgäste der Eisenbahn.

## Anlage
Die Strecke von Farringdon zum Bahnhof King’s Cross verläuft entlang des River Fleets, der 1812 überdeckt wurde. Das Stationsgebäude entstand 1922 nach Plänen von Charles Walter Clark, ist eines der am besten erhaltenen aus dieser Epoche und als Grade-II-Gebäude denkmalgeschützt. An der Fassade ist noch immer der alte Stationsname Farringdon & High Holborn zu sehen. Eine Aufschrift „Parcel Office“ (Paketamt) zeugt von den (letztlich gescheiterten) Ambitionen der Metropolitan Railway (Vorgängergesellschaft der Metropolitan Line), zu einer bedeutenden Eisenbahngesellschaft aufzusteigen.
Auf der Thameslink-Strecke liegt im Bahnhof Farringdon der Systemwechsel vom Gleichspannungssystem im Süden (750 V) zum Wechselspannungssystem im Norden (25 kV, 50 Hz). Deshalb sind die Gleise von Thameslink im Bahnsteigbereich sowohl mit Stromschiene als auch mit Oberleitung ausgerüstet, während des Halts wird entsprechend auf- bzw. abgebügelt. In Richtung Moorgate (Thameslink) bestand ebenfalls Wechselstrombetrieb, so dass hier keine Mehrsystemfahrzeuge benötigt wurden. 
Die U-Bahnen verwenden die übliche Gleichspannung mit 630 V, es besteht kein Systemübergang zur Eisenbahn.

## Geschichte
Der Bahnhof wurde am 10. Januar 1863 als östliche Endstation des ersten Abschnitts der Metropolitan Railway eröffnet, der ältesten U-Bahn-Linie der Welt. Damals hieß er Farringdon Street und lag etwas westlich des heutigen Standortes. Am 23. Dezember 1865, als die Metropolitan Railway die Verlängerung nach Moorgate in Betrieb nahm, verlegte sie den Bahnhof an den jetzigen Standort. Er wurde am 26. Januar 1922 anlässlich der Eröffnung des neuen Stationsgebäudes in Farringdon & High Holborn umbenannt und erhielt am 21. April 1936 den heute noch gültigen Namen.
Am 1. Januar 1866 nahm die London, Chatham and Dover Railway den in Richtung Blackfriars führenden Snow-Hill-Tunnel in Betrieb. Zwischen 1866 und 1868 ergänzte die Metropolitan Railway ihre Strecke zwischen King’s Cross und Moorgate um ein weiteres Gleispaar, die Widened Lines. Auf ihr verkehrten Vorortzüge anderer Eisenbahngesellschaften in die Londoner City. Die Great Northern Railway eröffnete am 2. November 1874 den Güterbahnhof Farringdon. Er lag auf einem schmalen Geländestreifen westlich des Personenbahnhofs. Um 1891 verkehrten täglich 13 Güterzüge zu diesem Bahnhof, 12 davon nachts. Pro Tag wurden 600 Tonnen Güter umgeschlagen, wovon ein großer Teil Fisch, Gemüse und Kartoffeln waren, die unter anderem für den Markt in Covent Garden bestimmt waren. Der Güterbahnhof wurde 1941 bei deutschen Luftangriffen schwer beschädigt und im Januar 1956 stillgelegt. Das Lagerhaus wurde 1988 abgerissen; an seiner Stelle entstand bis 1992 ein Bürogebäude.
Der Personenverkehr durch den Snow-Hill-Tunnel wurde 1916 eingestellt und im Mai 1988 als Teil der neuen Thameslink-Verbindung wieder aufgenommen. Die Widened Lines nach Moorgate wurden am 20. März 2009 stillgelegt, um genügend Platz für eine Verlängerung der Bahnsteige in Farringdon zu schaffen; diese können seither 12-Wagen-Züge aufnehmen.

## Ausbau
Vor allem während der Hauptverkehrszeit ist der Bahnhof sehr belebt und stieß an seine Kapazitätsgrenzen. Im Rahmen des Thameslink-2000-Projektes wurde seine Kapazität erhöht. Ebenso renovierte man das bestehende Stationsgebäude und ergänzte es durch ein neues Vordach, das das nördliche Ende aller vier Bahnsteige überspannt. Die Bahnsteige wiederum wurden verlängert und verbreitert. Gegenüber dem Stationsgebäude wurde an der Cowcross Street ein neues Eingangsgebäude errichtet, der Bereich dazwischen zu einer Fußgängerzone umgestaltet. Seit seiner Eröffnung im Jahr 2011 bewältigt es das zusätzliche Fahrgastaufkommen.
Zwischen den U-Bahn-Stationen Farringdon und Barbican entstand ein neuer Tunnelbahnhof für Crossrail, einer S-Bahn-ähnlichen West-Ost-Verbindung durch das Stadtzentrum Londons für die Elizabeth Line. Er wurde am 24. Mai 2022 eröffnet und bietet Umsteigemöglichkeiten zu beiden Stationen. Der Zugang am Farringdon-Ende erfolgt durch das neue Thameslink-Empfangsgebäude. Farringdon ist die einzige Umsteigemöglichkeit zwischen Thameslink und Crossrail und ist dadurch zu einem bedeutenden Verkehrsknotenpunkt aufgestiegen.